# Leiuperinae
Leiuperidae es una subfamilia de anfibios anuros compuesta por 5 géneros y 94 especies, con distribución desde el sur de México hasta Argentina y Chile.

## Géneros
Se reconocen los siguientes según ASW:
- Edalorhina Jiménez de la Espada, 1870 (2 sp.)
- Engystomops Jiménez de la Espada, 1872 (9 sp.)
- Physalaemus Fitzinger, 1826 (47 sp.)
- Pleurodema Tschudi, 1838 (15 sp.) (tipo)
- Pseudopaludicola Miranda Ribeiro, 1926 (21 sp.)